# Grand Theft Auto (film)
Grand Theft Auto is een Amerikaanse actiekomedie uit 1977, waarmee Ron Howard zijn regiedebuut maakte. Hij speelt zelf ook een van de hoofdrollen.

## Verhaal
De jonge geliefden Sam Freeman en Paula Powers willen trouwen in Las Vegas. Paula steelt de Rolls Royce van haar onwillende ouders om de reis daarnaartoe te maken, waarna er een klopjacht op de twee begint met een beloning van $25.000,- voor degene die ze te pakken krijgt.

## Rolverdeling
- Ron Howard - Sam Freeman
- Nancy Morgan - Paula Powers
- Elizabeth Rogers - Priscilla Powers
- Barry Cahill - Bigby Powers
- Rance Howard - Ned Slinker
- Paul Linke - Collins Hedgeworth
- Marion Ross - Vivian Hedgeworth
- Don Steele - Curly Q. Brown
- Peter Isacksen - Sparky
- Clint Howard - Ace

## Trivia
- Toen Grand Theft Auto uitkwam, speelden regisseur-acteur Ron Howard (Sam) en actrice Marion Ross (Vivian Hedgeworth) ook samen in de komedieserie Happy Days, als moeder en zoon.